# Lusthansa
Lusthansa ist eine deutsche Neue-Deutsche-Welle-Band aus Trier. Sie veröffentlichten in den 1980er-Jahren zwei Alben, bevor sie sich auflösten. Nach einem Comeback im Jahr 2000 lösten sie sich zwischenzeitlich wieder auf, sind jedoch seit 2022 erneut aktiv.

## Geschichte
Lusthansa wurde im Januar 1982 in Trier gegründet. Bereits die erste Single Nix Neues in Poona wurde zu einem Hit. Kurze Zeit später erhielt die Band einen Plattenvertrag von Frank Farian. Innerhalb von drei Jahren traten Lusthansa etwa 600 Mal auf. 1985 löste sich die Band auf. Zu Beginn der 2000er Jahre versuchte die Band ein kurzes Comeback mit ihren alten Hits, löste sich aber nach zwei Jahren erneut auf. Anlässlich des „Tefftivals“, eines Gedenkkonzerts für die verstorbene lokale Trierer Musiklegende Helmut „Teff“ Steffgen am 23. Dezember 2012, trat die Band nach damaliger Aussage zum letzten Mal auf. Im Rahmen des Abschiedskonzertes wurde ihnen von Bürgermeister Klaus Jensen ein Ehrenpreis der Stadt Trier für ihr musikalisches Lebenswerk überreicht.
Anlässlich des Konzertes „30 für Trier“ im Juni 2022 spielte die Band wieder fünf Songs live vor der Porta Nigra in Trier. Aufgrund des großen Erfolges dieses Konzertes folgte 2023 eine Tour über 6 Konzerte. Im Mai 2023 konnte Lusthansa sich auf Einladung von Oberbürgermeister Wolfram Leibe ins Gästebuch der Stadt Trier eintragen. 
Zurzeit arbeitet die Band an einem Live-Album, das im Dezember 2024 veröffentlicht wird.

## Bandname
Der Scherzartikelhersteller Harlekin brachte im Jahr 1980 einen Aufkleber auf den Markt, auf dem zwei Kraniche im Flug kopulierten. Davon inspiriert wurde der Bandname Lusthansa gewählt; das erste Album Nur fjutscha erschien in gelb-blauer Farbe. Der LP lag zudem ein Folder bei, der die Entstehungsgeschichte der Band und den Werdegang der einzelnen Bandmitglieder enthielt. Er war in Größe und Farbe exakt dem damaligen Linienflugplan der Lufthansa nachempfunden.

## Diskografie
Alle Aufnahmen wurden von Frank Farian produziert. Die CD von 2002 ist eine digitale Überarbeitung der LP von 1982, mit der das damalige Comeback beendet wurde.

### Alben
- 1982: Nur fjutscha (LP)
- 1984: Neue Streiche (LP)
- 2002: Die Neue (CD)
- 2024: L!VEHANSA (LP) (Doppel-CD)

### Singles
- 1982: Nix Neues in Poona
- 1983: Gib mir deine Hitze
- 1983: Jet Set Star
- 1984: Kingston auf Jamaika
- 1984: Anschlag in der Nacht
- 1985: Wilde Kerls